# Bernard Jouan de Kervenoaël
 (juin 2025).
Si vous disposez d'ouvrages ou d'articles de référence ou si vous connaissez des sites web de qualité traitant du thème abordé ici, merci de compléter l'article en donnant les références utiles à sa vérifiabilité et en les liant à la section « Notes et références ».
Bernard Jouan de Kervenoaël, né le 16 novembre 1912 à Ploërmel, et mort le 22 juillet 1970 à La Tronche, est un officier de cavalerie et résistant français qui commande  dans le Tarn une des unités du Corps-franc de la Montagne Noire.

## Biographie

### Famille
Membre de la famille Jouan de Kervenoaël, une famille noble de Bretagne, Bernard Jouan de Kervenoaël est le fils de Bernard Jouan de Kervenoaël (1881-1941), officier du train, et de son épouse Geneviève Ribal. Il est issu de la branche aînée de sa famille, qui réside au château de Talhouët, près de Pontivy.
Il épouse le 16 juin 1947, à Paris 17e, Jacqueline Le Cam (1924-2012). Le couple n'a pas d'enfant mais adopte un petit garçon vietnamien sauvé par Bernard Jouan de Kervenoaël pendant la Guerre d'Indochine.

### Carrière militaire
Bernard Jouan de Kervenoaël entre à l'École spéciale militaire de Saint-Cyr en 1935, puis à l'École d'application de la cavalerie et du train de Saumur en 1937. Lieutenant de cavalerie en 1940, il participe aux combats de la bataille de France, est fait prisonnier mais réussit à s'évader dès août 1940. Revenu en territoire non occupé, il est affecté, au sein de l'armée d'armistice, au 3e Régiment de Dragons de Castres. Il participe très vite, au sein du réseau Action CDM, à du camouflage de matériel de guerre.

### Durant la Résistance
Dès 1943 est créé dans le Tarn le maquis De Lattre-de-Tassigny qui rassemble près de 150 hommes. En avril 1944 lors d'une réunion à Catres qui réunit entre autres le commandant Roger Mompezat, Antoine Carceller, l'abbé d'Hauterive, Henri de Villeneuve, Bernard Jouan de Kervenaoël, Léon Jourdain, il est décidé de regrouper plusieurs petits maquis pour en faire une grosse unité combattante : le Corps Franc de la Montagne Noire regroupe jusqu'à 900 hommes.
En juillet 1944, il est décidé de disperser les membres du corps-franc en de petites unités, plus discrètes et mobiles.
Bernard Jouan de Kervenoaël prend dans la Résistance le nom « capitaine Saint-Michel » et nomme son unité « 2e régiment de chevau-légers lanciers » du nom du même régiment, auquel il ajoute la devise de sa famille « Bon renom ». Il divise son maquis en « escadrons ».
Le 29 juillet, a lieu le combat du Bataillé entre les Allemands et le groupement Kervenoaël.
Alors que les villes commencent à être libérées et que l'armée de Lattre débarque en Provence, le Corps-franc de la Montagne Noire reçoit l'ordre de tenir son secteur afin d'interdire toute retraite de l'armée allemande.
Le 23 août 1944, au Pont de la Mouline, sur la route entre Cambon et Murat, avec 120 hommes, Kervenoaël et Roger Mompezat tendent une embuscade à une colonne de 2000 Allemands, 116 camions et 20 canons. Une centaine d'Allemands reste sur le terrain, contre neuf résistants. Kervenoaël est blessé à l'épaule et doit être soigné à l’hôpital de La Salvetat, à Castres, récemment libéré, où il est soigné quelques jours.
Le Corps-franc poursuit jusqu'à mi-septembre 1944 sa mission de contrôle des massifs de la Forêt noire, se tenant de facto à l'écart des combats, proches des centres urbains. Alors que les garnisons allemandes se rendent l'une après l'autre, il est décidé de dissoudre le Corps-franc, qui rejoint l'Armée de la Libération.

### Libération et après-guerre
L'escadron commandé par le capitaine de Kervenoaël rejoint le 8e Dragons, participant aux combats de la 1ere Armée française en Alsace et dans la Forêt-Noire en 1944-1945, jusqu'au lac de Constance.
À la fin de la guerre, il est officiellement réintégré dans l'armée active, mais sans avancement.
Il combat alors en Indochine de 1951 à 1954. C'est à cette période qu'il sauve et adopte un petit garçon vietnamien, promis à une mort certaine à l'occasion de l'attaque de son village. Affecté en Algérie après les accords de Genève, il sert au sein des sections d'administrations spécialisées, jusqu'en 1962, date à laquelle il prend sa retraite militaire. Il est alors chef d'escadron.
En mars 1958, Bernard Jouan de Kervenoaël prononce un discours d'hommage lors de l'enterrement de Roger Mompezat. Il assure à la suite de Roger Mompezat la présidence des anciens du CFMN.
Il meurt à Grenoble le 22 juin 1970 à 57 ans, et est enterré au cimetière de Laprade, au cœur de la Montagne noire, en compagnie de Henri Sevenet et de l'abbé Henri de Villeneuve, ses compagnons de combat.
En 1977, la ville de Castres honore sa mémoire en donnant son nom à l'une de ses rues.

## Décorations
- Officier de la Légion d'honneur
- Chevalier de l'ordre de Léopold
- Croix de guerre 1939–1945
- Médaille de la Résistance française (décret du 15 octobre 1945)[10]

## Hommages
- Rue Bernard Jouan de Kervenoaël, à Castres.
- Une plaque, installée à Laprade, célèbre la mémoire des quatre résistants du Corps franc de la Montagne noire enterrés au cimetière de la commune, Henri Sevenet, l'abbé de Villeneuve, le lieutenant Jourdain et Bernard de Kervenoaël.